# Ruta 167 (Costa Rica)
La Ruta 167, oficialmente Ruta Nacional Secundaria 167, es una ruta nacional de Costa Rica ubicada en la provincia de San José.

## Descripción
En la provincia de San José, la ruta atraviesa el cantón de San José (los distritos de Hospital, Mata Redonda), el cantón de Escazú (el distrito de San Rafael).